# Płomyczka galaretowata

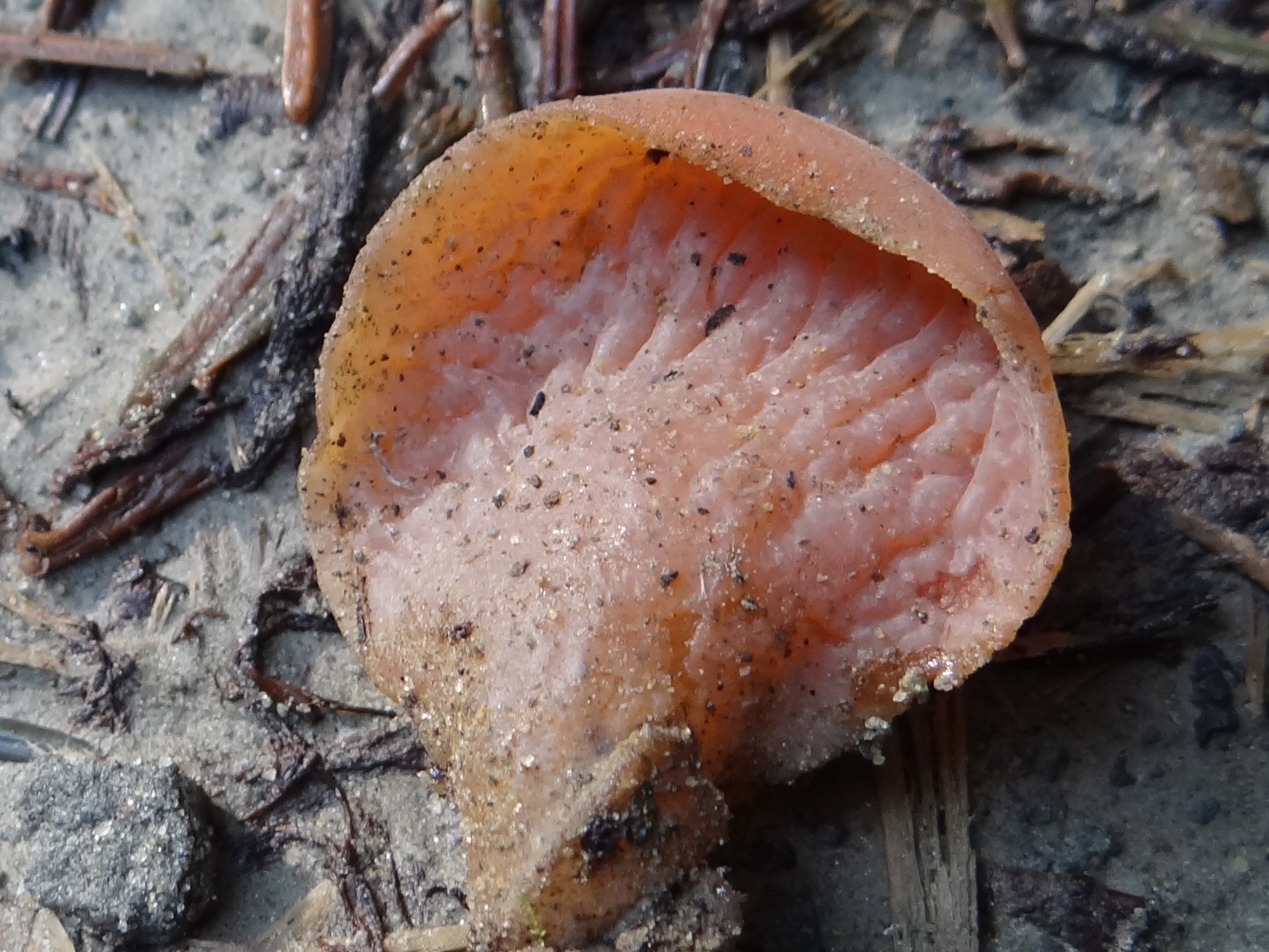
Zewnętrzna strona owocnika

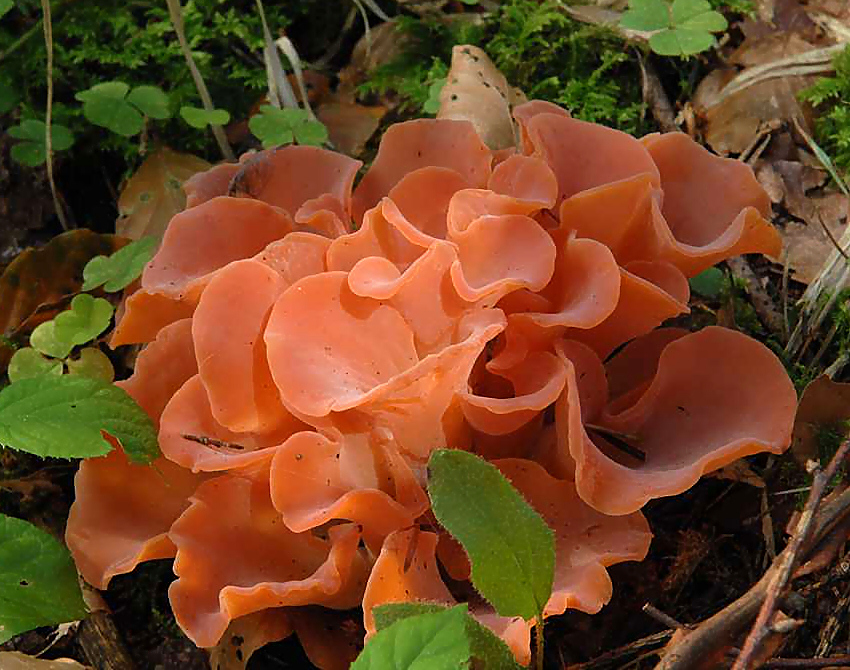
Czasami owocniki występują grupkami

Płomyczka galaretowata, płomykowiec galaretowaty (Guepinia helvelloides (DC.) Fr.) – gatunek grzybów należący do rzędu uszakowców (Auriculariales).

## Systematyka i nazewnictwo
Pozycja w klasyfikacji według Index Fungorum: Incertae sedis, Auriculariales, Incertae sedis, Agaricomycetes, Agaricomycotina, Basidiomycota, Fungi.
Po raz pierwszy takson ten zdiagnozował w 1805 r. Augustin Pyramus de Candolle nadając mu nazwę Tremella helvelloides. Obecną, uznaną przez Index Fungorum nazwę nadał mu w 1828 r. Elias Fries, przenosząc go do rodzaju Guepinia.
Synonimy naukowe:

- Guepinia rufa (Jacq.) Beck 1884
- Gyrocephalus helvelloides (DC.) Keissl. 1914
- Gyrocephalus rufus (Jacq.) Bref. 1888
- Phlogiotis helvelloides (DC.) G.W. Martin 1936
- Phlogiotis rufa (Jacq.) Quél. 1886
- Tremella helvelloides DC. 1805
- Tremella rufa Jacq. 1778
- Tremiscus helvelloides (DC.) Donk 1958[2].

Nazwę polską „płomykowiec galaretowaty” nadał Władysław Wojewoda w 1987 r. (dla synonimu Tremiscus helvelloides). W polskim piśmiennictwie mykologicznym gatunek ten opisywany był też jako płomyk galaretowaty lub płomykówka galaretowata. Nazwę „płomyczka” dla rodzaju Guepinia i konsekwentnie „płomyczka galaretowata” dla gatunku zarekomendowała Komisja ds. Polskiego Nazewnictwa Grzybów Polskiego Towarzystwa Mykologicznego w 2021 r.

## Morfologia
Owocnik
Wysokość 5–12 cm, szerokość 3–7 cm, kształt łopatkowaty, językowaty, lejkowaty, często ukształtowany w postaci rożka, dołem zwężony, często ze szczeliną. Jest półprzeźroczysty. Powierzchnia naga, u młodych owocników o barwie od pomarańczowej do łososiowoczerwonej, u starszych koralowoczerwona do czerwonobrązowej. Hymenium występuje na wewnętrznej stronie. Początkowo jest gładkie, później żebrowato pomarszczone lub żyłkowane i często białawe od zarodników.
Trzon
Krótki, walcowaty lub zwężony ku dołowi, pusty, górą rozdarty. Barwa biaława.
Miąższ
Ma grubość 2–5 mm, początkowo jest sprężysty i chrząstkowaty, potem galaretowaty, u starszych owocników rozpływa się. Początkowo ma barwę pomarańczową, z czasem blednie i staje się żółtawy. Jest bez smaku, ma przyjemny zapach.
Cechy mikroskopowe
Wysyp zarodników biały. Zarodniki eliptyczne, gładkie, nieamyloidalne, o rozmiarach 9–12 × 4–8 μm. Podstawki jajowate, o rozmiarach 14–21 × 9–13 μm.

## Występowanie i siedlisko
Występuje w Ameryce Północnej, Środkowej i Europie. Na południu Niemiec i w krajach alpejskich dość częsty, poza tymi regionami w Europie jest raczej rzadki. W Polsce jest rzadki. W Tatrach stanowiska stwierdzono m.in. w dolinach: Kościeliskiej, Strążyskiej i Małej Łąki. Do 2020 r. podano 81 stanowisk. Znajduje się na Czerwonej liście roślin i grzybów Polski. Ma status R – potencjalnie zagrożony z powodu ograniczonego zasięgu geograficznego i małych obszarów siedliskowych. W latach 1995–2004 objęty ochroną częściową, w latach 2004–2014 ochroną ścisłą, a od 2014 roku ponownie ochroną częściową. Znajduje się na listach gatunków zagrożonych także w Belgii, Niemczech, Danii, Estonii, Anglii, Norwegii, Finlandii, Litwie.
Rozwija się w miejscach wilgotnych, zacienionych na resztkach drewna, głównie na kłodach świerkowych lub jodłowych (rzadziej innych gatunków), często zagrzebanych w ziemi, przez co wydaje się, że rośnie na ziemi. Czasem pojawia się wprost u nasady pni. Spotykany jest w górach, na glebach wapiennych. Owocniki wytwarza od lipca do października.

## Znaczenie
Grzyb saprotroficzny. Grzyb jadalny, chociaż bez smaku. Może być spożywany na surowo lub używany do marynat. Dzięki swojemu charakterystycznemu wyglądowi, płomykowiec nie może być pomylony z jakimkolwiek innym grzybem.